# Colombiaanse koevogel
De Colombiaanse koevogel (Molothrus armenti) is een zangvogel uit de familie Troepialen (Icteridae).

## Verspreiding en leefgebied
Deze soort is endemisch in Colombia.